# Teresina Singer
Teresina Singer, també com a Teresa o Theresia (Olomouc, Moràvia, 1853 - ?), fou una soprano txeca.
La cantant es va formar a Viena i a Itàlia. Durant la temporada 1870-1871, va cantar a l'Òpera de la Cort de Viena, abans de viatjar a Itàlia. El 1873 va debutar a La Scala de Milà amb el paper protagonista dë l'Aida de Verdi i com a Marguerite en el Faust de Gounod. El 1876 es va incorporar al Théâtre-Italien de París, la temporada 1876-1877 va cantar al Gran Teatre del Liceu de Barcelona i el 1877 va cantar al Teatre de Graz. El 1878 va actuar en el Teatro di San Carlo de Nàpols amb l'estrena de l'òpera Antonio e Cleopatra de Mario Rossi.
El mateix any, la cantant va actuar al Teatre Nacional de Buenos Aires, i el 1880 a la mateixa ciutat al Teatre Politeama. Va cantar al Teatre Municipale de Piacenza el 1880 amb el paper protagonista en l'estrena de l'òpera de Stella d'Auteri-Manzocchi. El 1881 va actuar en el Teatre Costanzi de Roma a Aida i com a Leonora a La forza del destino de Verdi. El 1882 va cantar al Teatre Argentina de Roma com a Selika a L'Africaine de Meyerbeer i va actuar en l'estrena de Nàpols de Le Roi de Lahore de Massenet, com a Sita. En 1886 va actuar en un Requiem de Verdi a Nàpols. Altres aparicions especials inclouen el Teatre Regio de Torí i a l'Òpera de València.